# Secu
Secu è un comune della Romania di 1 213 abitanti, ubicato nel distretto di Dolj, nella regione storica dell'Oltenia.
Il comune è formato dall'unione di 4 villaggi: Comănicea, Secu, Smadovicioara de Secu, Șumandra.